# Sonic 3D
Sonic 3D Blast (яп. ソニック3Dブラスト Соникку Сури:ди: Бурасуто), известная также как Sonic 3D: Flickies’ Island (яп. ソニック3D フリッキーアイランド Соникку Сури:ди: Фурикки: Айрандо), — видеоигра в жанре платформер серии Sonic the Hedgehog. Разработана британской компанией Traveller’s Tales и выпущена компанией Sega в 1996 году.
Игра выполнена в изометрической графике, поэтому в игре создаётся ощущение некой трёхмерности. По сюжету, ёж Соник отправляется на остров в альтернативном измерении, где уже хозяйничает доктор Роботник. Злодей использует птичек, называемых Флики, для создания своих роботов и поисков Изумрудов Хаоса. Главный герой хочет освободить Флик и не дать Роботнику добраться до Изумрудов.
Sonic 3D первоначально разрабатывалась исключительно для консоли Sega Mega Drive/Genesis, но из-за отмены Sonic X-treme на Sega Saturn игра со значительными улучшениями была также издана и для этой платформы; позже проект множество раз переиздавался в игровых сервисах и выпускался в сборниках. Однако все версии получили смешанные отзывы. Обозреватели хвалили музыкальное сопровождение и видеоролики, а в качестве недостатков приводили управление и использование изометрической графики.

## Игровой процесс
Sonic 3D, как и все предыдущие игры серии Sonic the Hedgehog, относится к жанру платформер. В игре применяется изометрическая графика, которая создаёт эффект трёхмерности. По сюжету игры, доктор Роботник обнаруживает птиц Флики, которые живут на острове из альтернативного измерения. Узнав, что они могут путешествовать с помощью больших колец, злодей превратил птичек в своих роботов, чтобы использовать для облегчения поисков Изумрудов Хаоса. Ёж Соник посещает остров и видит находящуюся там базу доктора. Он решает освободить Флик и не дать Роботнику добраться до Изумрудов.
Всего в Sonic 3D восемь уровней (зон), семь из которых («Green Grove», «Rusty Ruin», «Spring Stadium», «Diamond Dust», «Volcano Valley», «Gene Gadget», «Panic Puppet») разделены на три акта, а восьмой («Final Fight») представляет собой финальную битву с доктором Роботником на его базе. Названия зон аллитерационны, то есть, оба слова в них начинаются с одной и той же буквы. На большинстве этих зон Соник уничтожает роботов, с целью освободить Флик. После сбора пяти Флик их нужно перекинуть через большое кольцо-телепорт. После этого главный герой ныряет через люк на следующий этап уровня, где ему снова придётся собирать птиц и отправлять уже в следующее большое кольцо. Существует четыре вида Флик: синие птички летают вокруг большого кольца, розовые находятся в наиболее отдалённых местах уровней, зелёные стараются избегать Соника, а красные прыгают в ограниченном пространстве, но очень высоко. По пути ёжик также может собирать кольца. Они служат защитой от врагов, а при сборе 100 штук даётся дополнительная жизнь. Если персонажу будет нанесён урон, то он потеряет все кольца, а Флики улетят в разные стороны. Персонаж может погибнуть в случае отсутствия колец и повторного нападения со стороны противника. На уровнях также разбросаны бонусы, хранящиеся в специальных мониторах, например, дополнительная жизнь или ускорение. На последнем, третьем акте каждой зоны проходит битва с боссом — доктором Роботником.
Если игрок собрал 50 и больше колец, он может попасть в «Special Stage» — особый уровень, после прохождения которого Соник получает один из семи Изумрудов Хаоса. Проходить «Special Stage» можно только один раз за зону. Для этого на уровне нужно найти Тейлза или Наклза и передать им собранные кольца. В версии для Sega Mega Drive/Genesis Соник проходит в «Special Stage» мост, а на Saturn и Windows — специальную трубу, выполненную в стиле особых этапов Sonic the Hedgehog 2. Несмотря на различия этих уровней, цель одинакова: для получения камня нужно собрать определённое количество колец, не натыкаясь при этом на бомбы. Сбор всех семи Изумрудов на семи «Special Stage» позволит игроку пройти последнюю битву с Роботником и увидеть «хорошую» концовку. На «Special Stage» можно попадать и после сбора всех Изумрудов; в этом случае за его прохождение даётся дополнительная жизнь.

## Разработка и выход игры
Sonic 3D была создана силами студий Sonic Team и Traveller’s Tales для консоли Mega Drive/Genesis. Она стала одной из последних игр серии, выпущенной для 16-битной приставки. Процессом разработки руководил программист Джон Бёртон, а продюсированием занимались сотрудники Sega Катс Сато, Майк Уоллис и Ютака Сугано. За визуальный стиль отвечали Такао Миёси, Такаси Иидзука и Хирокадзу Ясухара. Ведущими программистами стали Джон Бёртон, Стив Хардинг и Неил Хардинг, в роли художников выступили Юдзи Уэкава, Кадзуюки Хосино и Сатико Кавамура. И хотя создатели первой части Sonic the Hedgehog — Юдзи Нака и Наото Осима — значительного участия в создании Sonic 3D не принимали, но, тем менее, они обменивались с разработчиками идеями и информацией по ходу разработки.
Разработка Sonic Spindrift, позже переименованной в Sonic 3D, началась после выхода платформера по мотивам мультфильма «История игрушек» в июле 1995 года, и была завершена через восемь месяцев. Создавая проект с участием Соника, команда вдохновлялась такими играми, как Donkey Kong Country, Super Mario RPG: Legend of the Seven Stars, Sonic Labyrinth и Flicky. С целью привнести в серию что-то новое, студии решили сделать непохожую на предшественников игру. Например, дизайнеры использовали отрендеренные трёхмерные модели персонажей вместо спрайтов, а программисты смогли создать вступительный видеоролик и уместить его в картридж объёмом четыре мегабита. Значительные изменения претерпела графика: она стала изометрической (вместо двухмерной), создавая тем самым эффект трёхмерности. Кроме того, руководитель Джон Бёртон реализовал особый способ обхода сертификации, которая подразумевала, что игры не должны зависать, а это в некоторых случаях затягивало процесс разработки. Этот способ заключался в написании кода, который в случае критической ошибки не приводил к зависанию игры или появлению сообщения об ошибке, а включал секретный экран выбора уровня. Ранее Бёртон похожим образом обходил сертификацию в играх Mickey Mania и Toy Story. Кроме того, позднее фанаты обнаружили, что секретный экран выбора уровня можно вызвать, если пошатать картридж во время игры.
После создания версии игры для Mega Drive/Genesis, Sega поручила студиям создать в кратчайшие сроки вариант платформера для Sega Saturn. Данным решением издатель хотел компенсировать отмену Sonic X-treme и выпустить продукт с участием Соника для платформы пятого поколения. Портирование заняло около шести недель и была издана вместе с оригиналом в ноябре 1996 года. В версии для Saturn увеличилась продолжительность видеороликов, была улучшена графика и добавлен новый саундтрек от композитора Ричарда Джейкса. Также появилась поддержка геймпада с аналоговым стиком. Важным изменением стал особый уровень, созданный в трёхмерной графике от дизайнеров из Sonic Team. Позднее версия для Saturn была позже издана для персональных компьютеров. От консольной версии она отличается введением системы сохранения, отсутствием некоторых графических эффектов и упрощённым особым уровнем.
Sonic 3D не раз переиздавалась в различных сборниках. В 2000 и 2002 годах версия игры для ПК переиздавалась как часть бандлов Arcade Collection и Twin 2 Pack соответственно. В дальнейшем Sega продолжила и дальше портировать игру, взяв за основу версию для Mega Drive/Genesis. Sonic 3D появилась в Sonic Mega Collection для GameCube, Sonic Mega Collection Plus для PlayStation 2, Xbox и ПК, Sonic’s Ultimate Genesis Collection на PlayStation 3 и Xbox 360, и Sega Mega Drive and Genesis Classics для Linux, macOS, Windows, PlayStation 4, Xbox One и Nintendo Switch (компьютеры — 2010, консоли — 2018). В 2007 году состоялось переиздание игры для Wii (через сервис Virtual Console), а через три года — в Steam для ПК.

### Музыка
Музыкальное сопровождение к игре для Mega Drive/Genesis написали композиторы Тацуюки Маэда, Сэйро Окамото, Дзюн Сэноуэ и Масару Сэцумару. Всего ими было создано 24 мелодии. В версии для Saturn и ПК звучит музыка Ричарда Джейкса. Главной темой игры стала песня «You’re My Hero», исполненная Дебби Моррис.
Несмотря на то, что альбом с композициями Sonic 3D выпущен не был, мелодии звучат в других частях франшизы. Часть песен из игры присутствуют в другой аранжировке в Sonic Adventure. Композитор и звукорежиссёр Дзюн Сэноуэ хотел таким образом ознакомить японских фанатов серии Sonic the Hedgehog с музыкой из Sonic 3D, которая не издавалась для консоли Mega Drive в Японии. Часть композиций звучала в Sonic Chronicles: The Dark Brotherhood, а мелодия, присутствовавшая в одном из прототипов Sonic 3D, позднее была использована в Sonic the Hedgehog 4: Episode I в качестве музыкальной темы боссов. Тема уровня «Diamond Dust» и ремикс песни «You’re My Hero» звучат в Sonic Generations, а тема уровня «Green Grove» присутствует в музыкальных альбомах 2011 года Sonic Generations: 20 Years of Sonic Music, History of the 1ST Stage Original Soundtrack White Edition и History of Sonic Music 20th Anniversary Edition.

## Оценки и мнения
| Сводный рейтинг    | Сводный рейтинг | Сводный рейтинг | Сводный рейтинг | Сводный рейтинг |
| Издание            | Оценка          | Оценка          | Оценка          | Оценка          |
| Издание            | Mega Drive      | PC              | Saturn          | Wii             |
| ------------------ | --------------- | --------------- | --------------- | --------------- |
| GameRankings       | 66,25 %         | 56 %            | 66,55 %         |                 |
| MobyRank           | 72/100          | 71/100          | 66/100          |                 |
| Иноязычные издания |                 |                 |                 |                 |
| Издание            | Оценка          | Оценка          | Оценка          | Оценка          |
| Издание            | Mega Drive      | PC              | Saturn          | Wii             |
| AllGame            | [ 45 ]          | [ 11 ]          | [ 46 ]          | [ 47 ]          |
| Edge               |                 |                 | 6/10            |                 |
| EGM                | 7,25/10         |                 | 6,62/10         |                 |
| Eurogamer          |                 |                 |                 | 6/10            |
| GameRevolution     |                 |                 | C+              |                 |
| GameSpot           | 4/10            | 5,6/10          | 7/10            |                 |
| IGN                |                 |                 |                 | 6/10            |

Sonic 3D получила смешанные отзывы от критиков. На сайте GameRankings версия игры для Mega Drive/Genesis имеет рейтинг в 66,25 %, для Saturn — 66,55 %, а для ПК — 56 %. По словам продюсера Майкла Уоллиса, было продано всего 700 тысяч экземпляров игры. В январе 2008 года представитель сайта ScrewAttack поместил Sonic 3D на пятое место в списке самых худших игр серии Sonic the Hedgehog.
Критикам не понравилось управление и использование изометрической графики. Лукас Томас из IGN предположил, что игроки смогут быстро отличить настоящую трёхмерную графику от изометрической по неудобному управлению, а ёж Соник, по его словам, настолько медлителен, словно его подменили на ленивого двойника. Похожие слова звучали со стороны Остина Шау из GameSpot: он назвал геймплей игры скучным, а главной герой напоминает «робкого ребёнка на коньках», так как он не бегает, а скользит по уровню. Джереми Пэриш из 1UP.com оставил сдержанный отзыв об игре. Положительно оценил Sonic 3D для Mega Drive/Genesis Брет Алан Вайс из AllGame. Он предположил, что пользователи консоли смогут быстро привыкнуть к управлению, а трёхмерная графика со временем станет неотъемлемой частью серии.
Положительно была оценена визуальная составляющая игры. Критик из GameSpot похвалил проект за «доблестную» прорисовку, принимая во внимание аппаратные ограничения, с которым столкнулась команда разработчиков. На этом же сайте, обозревая версию игры для Saturn, Джефф Герстман высоко оценил видеоролики и управление через геймпад с аналоговым стиком. Портированная версия на персональные компьютеры получила низкие оценки по причине введения упрощённого специального уровня и изменённых графических эффектов, но в плюсы была записана система сохранения. Во всех версиях критики высоко оценили музыкальное сопровождение и звуковые эффекты.

### Влияние
Сюжет Sonic 3D был адаптирован в комиксах Sonic the Hedgehog от Archie Comics (Sonic Special № 8: Sonic Blast), и № 104—106 комиксов Sonic the Comic от Fleetway Publications.